# Aeroportul Murmansk
Aeroportul Murmansk (IATA: MMK, ICAO: ULMM) este un aeroport din Murmansk, Regiunea Murmansk, Rusia ce deservește zona Murmansk. Aeroportul a fost tranzitat în 2021 de 1.355.612 pasageri. A fost numit după Nicolae al II-lea al Rusiei.
Situat la o altitudine de 81 m, aeroportul dispune de 1 pistă. Este operat de Murmansk Airlines⁠(d).

## Infrastructură

### Piste
Aeroportul dispune de o singură pistă. Pista 13/31 are suprafața de asfalt și dimensiunile 2.500 m × 42 m. 